# Liste des îles du golfe du Morbihan
Pour un article plus général, voir Golfe du Morbihan.
Cet article recense les principales îles du golfe du Morbihan. 
Si un dicton breton soutient la légende qu'il y a dans ce golfe « autant d'îles que de jours dans l'année » (soit 365, et même 366 les années bissextiles),, leur nombre est compris, selon les auteurs et la définition d'une île, entre 30 et 60, et atteint près de 300 si on prend en compte les îlots non rattachés administrativement à une commune (les documents cadastraux font état de 48 îles émergées en permanence, 80 % d'entre elles mesurant moins de 10 hectares), dont 24 sont habitées tout ou partie de l'année (notamment les deux communes-îles dans le Golfe, l'Île-aux-Moines et l'Île d'Arz).

## Insularité
« Plus des trois-quarts des îles sont privées, les autres font partie du DPM (Domaine Public Maritime), ou appartiennent à des collectivités ou des établissements publics : Ilur (Conservatoire du Littoral), Petit Logoden (Département du Morbihan), Bailleron (Université de Rennes), etc. Parmi les petites îles

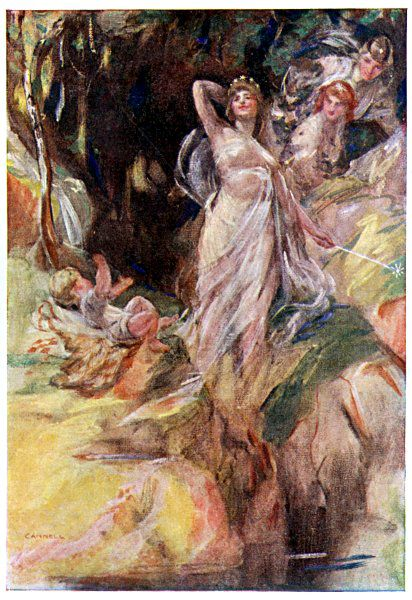
L'insularité favorise l'émergence de légendes bretonnes, comme celle de la naissance du Golfe du Morbihan ou celle de Gwen et de sa belle Aëlle.

du Golfe, 26 sont habitées en permanence ou temporairement », ce qui pose notamment la question de leur raccordement au réseau continental (eau, électricité, téléphone) pour réduire l'insularité.

## Écologie
Les îlots du golfe du Morbihan et leurs abords font l'objet d'une protection dans le cadre de Natura 2000, par l'arrêté du 31 octobre 2008 portant désignation du site Natura 2000 golfe du Morbihan (zone de protection spéciale).
L'orthographe des îlots peut varier selon les sources.

### Herbiers
Les herbiers de zostères du golfe du Morbihan sont les plus importants de Bretagne et les deuxièmes en France après ceux du bassin d'Arcachon. Les zostères (espèces Zostère marine et Zostère naine) sont des plantes marines à fleurs (et non des algues), qui se développent sur les vasières. Les conditions climatiques du golfe du Morbihan influencent la saisonnalité des herbiers qui disparaissent pendant l'hiver. La dégénérescence et la mortalité des feuilles de zostères s'observent très facilement avec l'accumulation sur les plages environnantes.

### Oiseaux migrateurs
Le golfe du Morbihan joue surtout un rôle important pour les espèces migratrices et hivernantes (bernache cravant, canards divers, limicoles). Les îles accueillent un certain nombre[évasif] d'espèces nicheuses.
« Depuis 1982, 9 îles ou îlots bénéficient d'un arrêté préfectoral de protection de biotope : Creizic, Derven , Pladic, Cothy, Enezy, Ile aux Œufs, Ile aux Oiseaux, Pen Ar Bleiz, Er Lannic ainsi que Méaban. Sur ces îles, le débarquement est interdit sur les parties terrestres entre le 15 avril et le 31 août, qui correspond à la période de nidification pendant laquelle les oiseaux doivent être ni dérangés, ni effrayés ».

Quelques iles
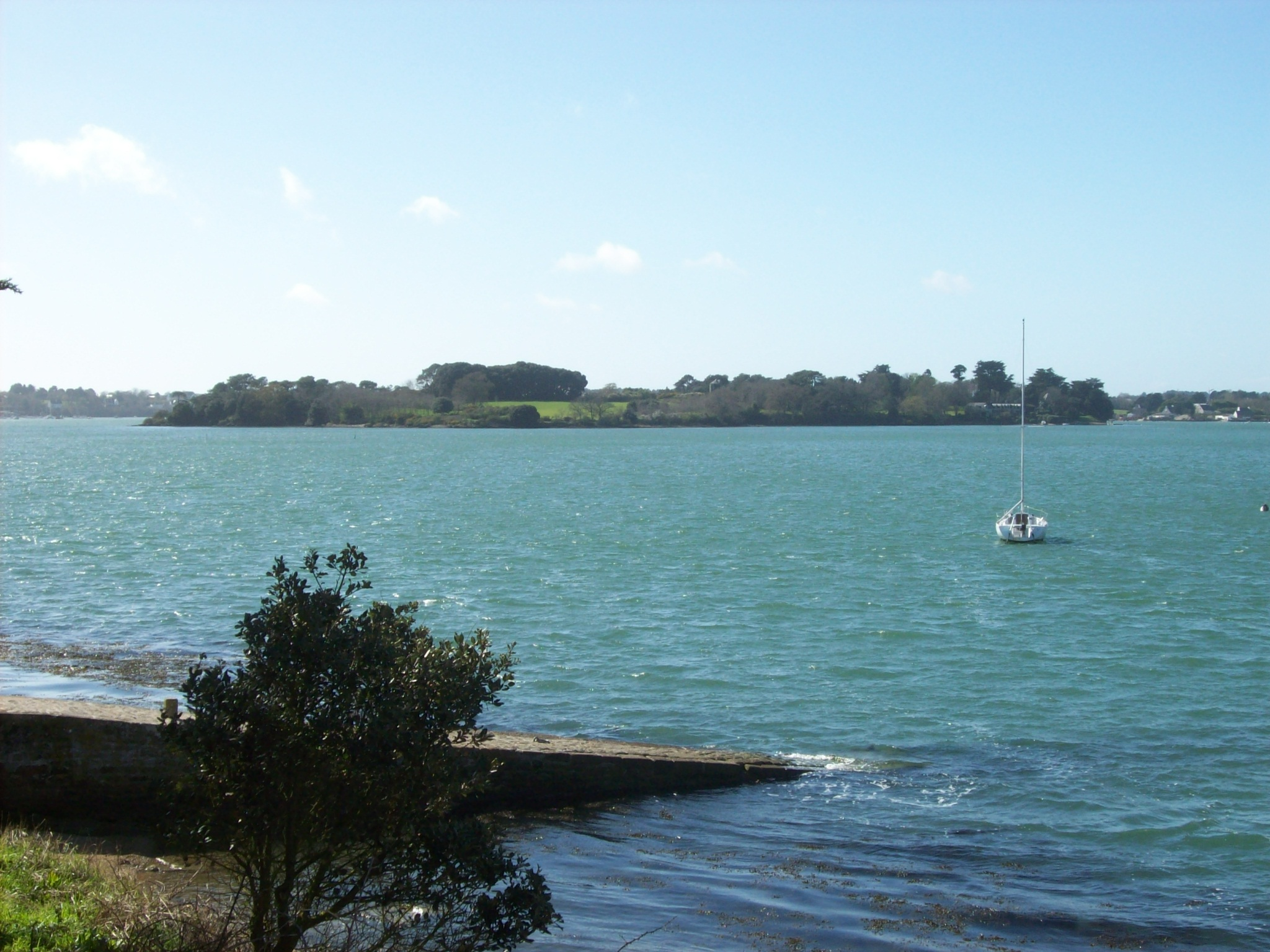
Île Irus
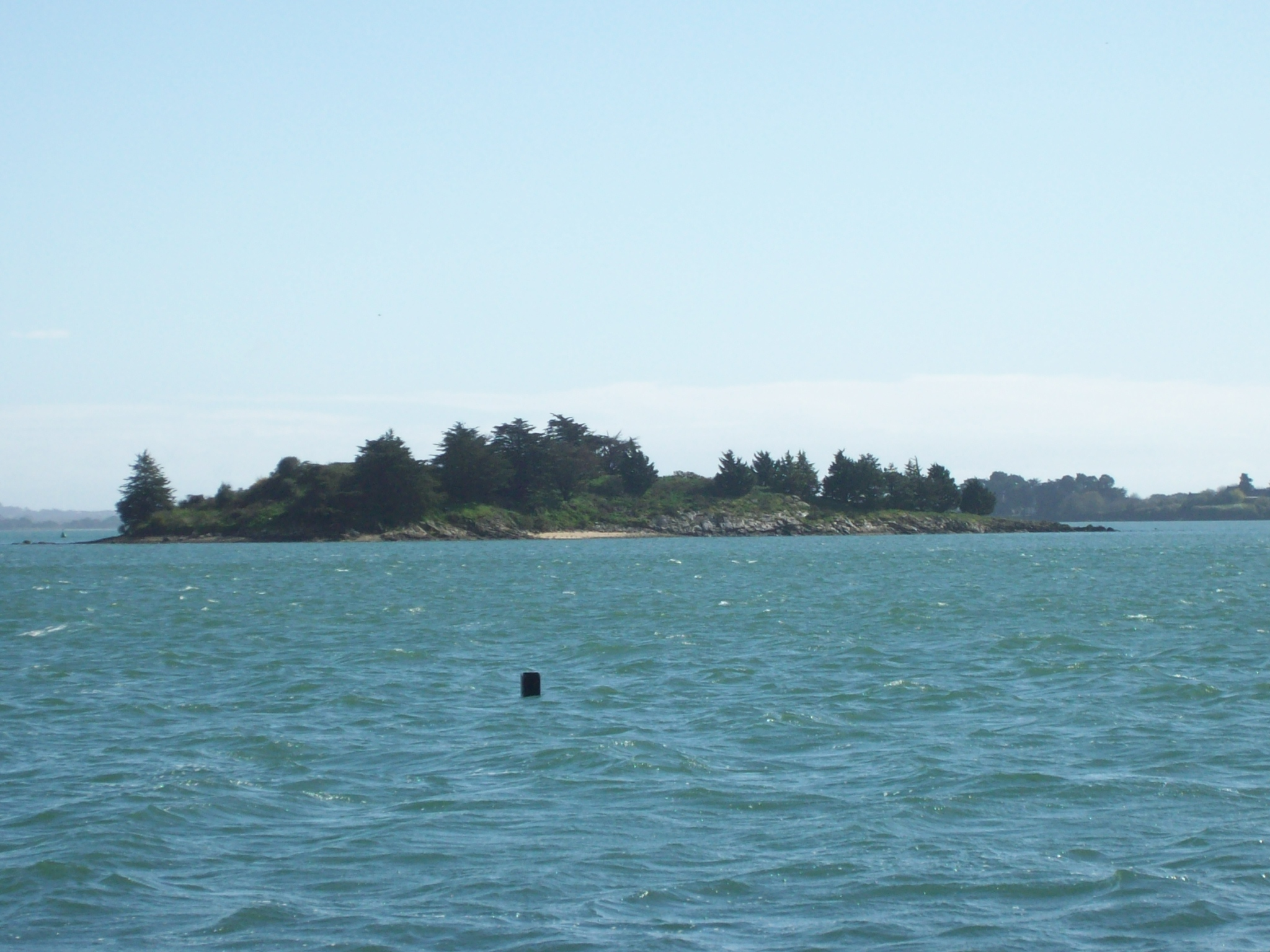
Ile Holavre
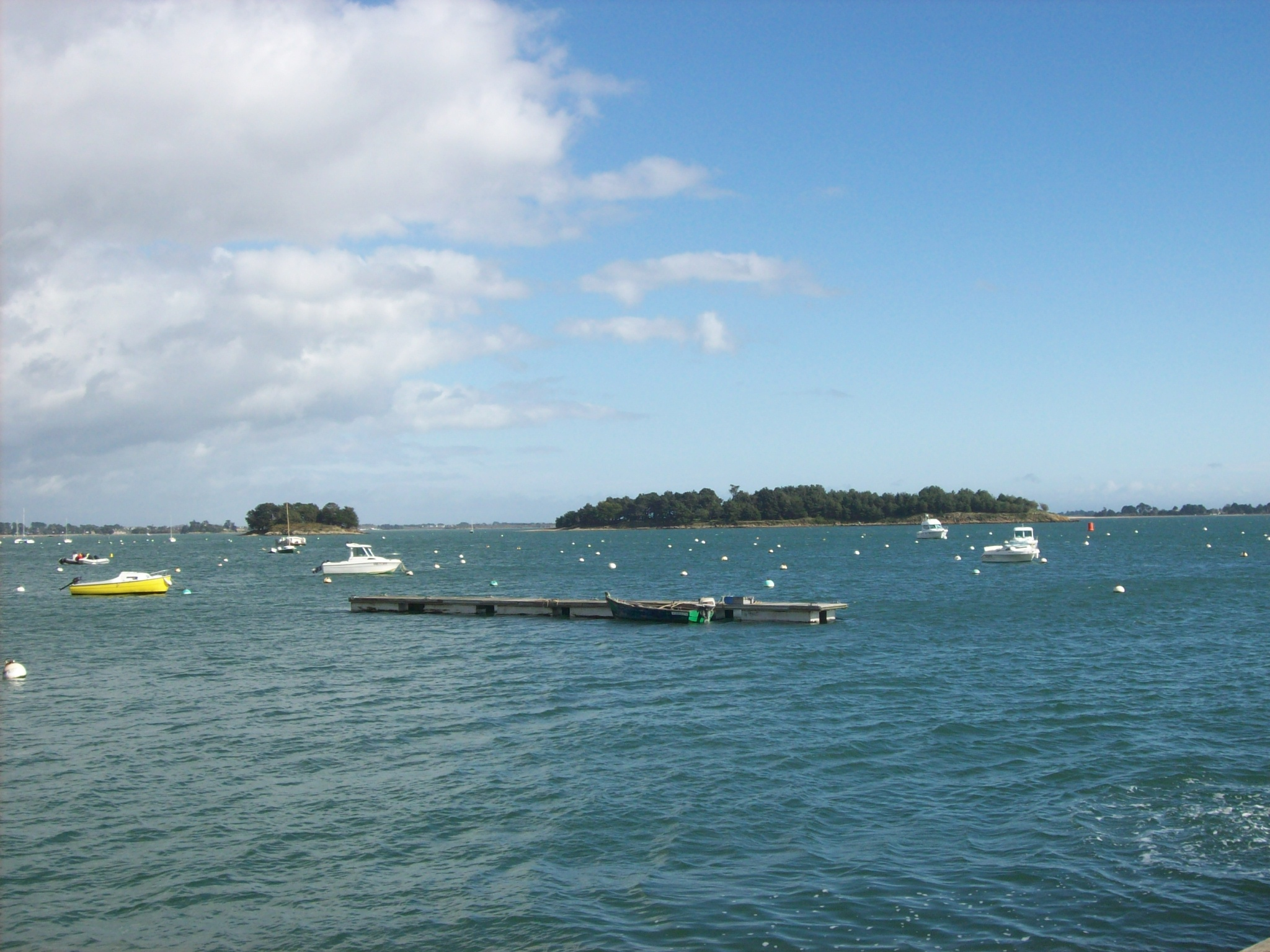
Iles Logoden

## Liste des îles et îlots
La liste suivante recense 56 îles et îlots.
| Nom                   | Nom breton                   | Coordonnées                       | Superficie (hectare) | Population      | Altitude (mètre) | Commune                          | Commentaires |
| --------------------- | ---------------------------- | --------------------------------- | -------------------- | --------------- | ---------------- | -------------------------------- | --- |
| Île d'Arz             | Enez Arh                     | 47° 35′ 27″ N, 2° 48′ 05″ O       | 269                  | 254 hab. (2006) | 17               | Île-d'Arz                        | Cet archipel renferme neuf îles (en tout 56 îles et îlots) : L'Île-d'Arz, Drenec Vraz, Drenec, Illuric, Lerne, Mouchiouse, Spiren et Ilur. L'Île-d'Arz est une des deux îles à être également une commune, avec l'Île-aux-Moines |
| Île Bailleron         | Enez Balleran                | 47° 34′ 35″ N, 2° 44′ 53″ O       | 0,6                  |                 | 11               | Saint-Armel                      | Réserve ornithologique abritant une station biologique |
| Île de Béchit         |                              | 47° 35′ 46″ N, 2° 43′ 50″ O       | 1                    |                 | 2                | Séné                             | Habitation privée |
| Île de Berder         |                              | 47° 34′ 45″ N, 2° 53′ 15″ O       | 23                   |                 | 8                | Larmor-Baden                     | Centre de vacances aujourd'hui abandonné. |
| Île de Boëd           |                              | 47° 36′ 27″ N, 2° 45′ 44″ O       | 40                   |                 | 15               | Séné                             | |
| Île de Boëdic         |                              | 47° 36′ 53″ N, 2° 46′ 47″ O       | 11                   | 2 hab.          | 9                | Séné                             | Habitation privée |
| Île Brannec           | Enez Branneg                 | 47° 33′ 42″ N, 2° 50′ 58″ O       |                      |                 | 13               | Sarzeau                          | |
| Îles de Brouel        |                              | 47° 35′ 12″ N, 2° 49′ 42″ O       |                      |                 | 7                | Île-aux-Moines                   | Deux îles, la plus grande au nord de la plus petite |
| Île du Charles        |                              | 47° 34′ 41″ N, 2° 47′ 07″ O       |                      |                 | 2                | Île-d'Arz                        | Îlot au nord de l'île Ilur |
| Le Cohty              |                              | 47° 34′ 19″ N, 2° 44′ 26″ O       |                      |                 | < 1              | aucune (domaine public maritime) | |
| Presqu'île de Conleau |                              | 47° 37′ 43″ N, 2° 46′ 43″ O       |                      |                 | 10               | Vannes                           | Ancienne île |
| Corn Bihan            | korn bihan                   | 47° 35′ 02,3″ N, 2° 43′ 11,8″ O   |                      |                 |                  | Saint-Armel                      | |
| Île Creïzic           |                              | 47° 34′ 40″ N, 2° 52′ 05″ O       | 3,5                  |                 | 18               | Île-aux-Moines                   | |
| La Dervenn            | Enez er Dervenn              | 47° 34′ 25″ N, 2° 44′ 38″ O       |                      |                 | 3                | aucune (domaine public maritime) | |
| Île Drenec            | Drenec Vras                  | 47° 36′ 31″ N, 2° 48′ 12″ O       |                      |                 | 8                | Île-d'Arz                        | Ainsi que les deux îlots de Drenec vihan et Er Mileneg |
| Drenec Vihan          | Drenec Vihan                 |                                   |                      |                 |                  | île-d'Arz                        | |
| Er mileneg            | Er mileneg                   |                                   |                      |                 |                  | île-d'Arz                        | |
| Enézy                 |                              | 47° 34′ 17″ N, 2° 43′ 56″ O       |                      |                 | 3                | aucune (domaine public maritime) | |
| Er Lannic             | Er Lannig                    | 47° 34′ 04″ N, 2° 53′ 49″ O       | 0.37                 |                 | 7                | Arzon                            | Réserve ornithologique, présence d'un cromlech. |
| Er Runio              |                              | 47° 34′ 46″ N, 2° 55′ 41″ O       | 7,9                  |                 | 11               | Baden                            | |
| Gavrinis              | Gavriniz                     | 47° 34′ 23″ N, 2° 53′ 53″ O       | 30                   |                 | 24               | Larmor-Baden                     | Un cairn est situé au sud de cette île. |
| Île Godec             |                              | 47° 33′ 54″ N, 2° 48′ 18″ O       |                      |                 | 4                | Sarzeau                          | |
| Île Govihan           |                              | 47° 33′ 27″ N, 2° 50′ 38″ O       |                      |                 | 14               | Sarzeau                          | |
| Le Grand Huernic      |                              | 47° 34′ 58″ N, 2° 56′ 14″ O       |                      |                 | 7                | Locmariaquer                     | |
| Le Petit Huernic      |                              | 47° 34′ 51″ N, 2° 56′ 14″ O       |                      |                 | 0.5              | Locmariaquer                     | |
| Grand Veïzit          |                              | 47° 34′ 25″ N, 2° 55′ 19″ O       |                      |                 | 9                | Baden                            | |
| Le Grégan             | Gregan                       | 47° 33′ 57,38″ N, 2° 55′ 02,28″ O |                      |                 |                  | aucune (domaine public maritime) | |
| Hent Tenn             |                              | 47° 33′ 52″ N, 2° 53′ 10″ O       | 3                    |                 | 16               | Arzon                            | Habitation privée |
| Île Holavre           |                              | 47° 36′ 25″ N, 2° 49′ 54″ O       |                      |                 | 12               | Île-aux-Moines                   | |
| Île Ilur              | Enez Illur                   | 47° 34′ 26″ N, 2° 47′ 27″ O       | 37                   | 1 hab.          | 17               | Île-d'Arz                        | Une des deux seules îles (avec la Petite Logoden) entièrement publiques. Elle appartient au Conservatoire du littoral. |
| Île Iluric            |                              | 47° 33′ 51″ N, 2° 47′ 34″ O       | 10                   |                 | 3                | Île-d'Arz                        | Habitation privée |
| Inézic                |                              | 47° 35′ 22″ N, 2° 42′ 24″ O       |                      |                 |                  | aucune (domaine public maritime) | |
| Île Irus              |                              | 47° 36′ 41″ N, 2° 50′ 56″ O       | 12                   |                 | 16               | Arradon                          | |
| Île de la Jument      | Er gazeg                     | 47° 34′ 07″ N, 2° 53′ 16″ O       | 10                   |                 | 8                | Arzon                            | |
| Île de Lerne          | Enez al Lern                 | 47° 35′ 29″ N, 2° 45′ 48″ O       |                      |                 | 11               | Île-d'Arz                        | |
| Grand Logoden         | Logodenn vras                | 47° 36′ 44″ N, 2° 49′ 01″ O       | 1,2                  |                 | 18               | Arradon                          | |
| Petite Logoden        | Logodenn vihan               | 47° 36′ 52″ N, 2° 48′ 54″ O       | 0,6                  |                 | 9                | Arradon                          | Une des deux seules îles (avec Ilur) entièrement publiques. Espace naturel sensible du département du Morbihan. |
| Île Longue            | Enez er c'halvez ou Enez hir | 47° 34′ 18″ N, 2° 54′ 32″ O       |                      |                 | 18               | Larmor-Baden                     | |
| Île de Mancel         |                              | 47° 35′ 59″ N, 2° 43′ 26″ O       | 2                    |                 | 6                | Séné                             | |
| Île aux Moines        | Izenah                       | 47° 35′ 51″ N, 2° 50′ 36″ O       | 310                  | 536 hab. (2006) | 31               | Île-aux-Moines                   | La plus grande île du Golfe du Morbihan. Une des deux îles à être également une commune, avec l'Île-d'Arz |
| Île Mouchiouse        |                              | 47° 36′ 00″ N, 2° 49′ 00″ O       | 0,3                  |                 | 5                | Île-d'Arz                        | ou Mouchot |
| Île de l'Œuf          |                              | 47° 34′ 09″ N, 2° 50′ 32″ O       |                      |                 | 11               | Île-aux-Moines                   | |
| Île des Œufs          |                              | 47° 33′ 27″ N, 2° 47′ 11″ O       |                      |                 | 4                | Sarzeau                          | |
| Île aux Oiseaux       | Enez er Legestr              | 47° 33′ 12″ N, 2° 44′ 45″ O       |                      |                 | 4                | aucune (domaine public maritime) | |
| Penn Bleï             | Pen Ar Bleiz                 | 47° 34′ 07″ N, 2° 45′ 44″ O       |                      |                 | 3                | aucune (domaine public maritime) | |
| Petit Illuric         |                              | 47° 33′ 43″ N, 2° 47′ 13″ O       |                      |                 | 3                | Saint-Armel                      | |
| Petit Veïzit          |                              | 47° 34′ 10″ N, 2° 55′ 12″ O       |                      |                 |                  | Baden                            | |
| Île Piren             | Enez Pirenn                  | 47° 35′ 59″ N, 2° 49′ 21″ O       | 2,5                  |                 | 8                | Île-d'Arz                        | |
| Île Pladic            | Er Bladig                    | 47° 34′ 21″ N, 2° 45′ 16″ O       |                      |                 | 4                | Saint-Armel                      | |
| Île de la Pointe      |                              | 47° 33′ 31″ N, 2° 43′ 55″ O       |                      |                 | 3                | Saint-Armel                      | |
| Île Quistinic         |                              | 47° 35′ 13″ N, 2° 43′ 18″ O       |                      |                 | 3                | Saint-Armel                      | |
| Île Radenec           |                              | 47° 34′ 43″ N, 2° 54′ 48″ O       | 2.5                  |                 | 7                | Larmor-Baden                     | |
| Sept Îles             | Seniz                        | 47° 35′ 06″ N, 2° 55′ 49″ O       | 4.7                  | 0               | 11               | Baden                            | en réalité, une seule île |
| Île Stibiden          |                              | 47° 33′ 30″ N, 2° 49′ 48″ O       |                      |                 | 11               | Sarzeau                          | Habitation privée |
| Île Tascon            | Taskon                       | 47° 34′ 46″ N, 2° 43′ 57″ O       | 55                   | 3 hab.          | 17               | Saint-Armel                      | La plus grande des îles du golfe. |
| Île Trohennec         |                              | 47° 33′ 16″ N, 2° 44′ 10″ O       |                      |                 | 3                | Saint-Armel                      | |

## Carte
| Île-d'Arz Bailleron Béchit Berder Boëd Boëdic Brannec Charles Le Cohty Conleau Corn Bihan Brouel Creïzic La Dervenn Drenec Enézy Er Lannic Er Runio Gavrinis Godec Govihan Le Grand Huernic Le Petit Huernic Grand Veïzit Le Grégan Hent Tenn Holavre Ilur Iluric Inézic Irus La Jument Lerne Grand Logoden Petit Logoden Île Longue Mancel Île-aux-Moines Mouchiouse Île de l'Œuf Île des Œufs Île aux Oiseaux Penn Bleï Petit Veïzit Piren Pladic La Pointe Quistinic Radenec Sept Îles Stibiden Tascon Trohennec Méaban |